# Szene Openair
Das Szene Openair ist das größte Rockmusik-Festival in Westösterreich und findet alljährlich am Alten Rhein in Lustenau (Vorarlberg) statt. Veranstaltet wird es vom Kultur- und Jugendverein Szene Lustenau. Neben international bekannten Musikern treten auch junge regionale Bands auf.

## Geschichte
Im Jahre 1990 gründeten Musiker des Jazzseminars Lustenau den Kulturverein Szene Lustenau (später umbenannt in Kultur- und Jugendverein) mit dem Ziel, jungen Talenten aus ihrem Umfeld öffentliche Auftrittsmöglichkeiten zu schaffen. Im selben Jahr fand bereits das erste Open Air statt, damals noch eintägig, mit ausschließlich lokalen Bands und in fast familiärem Umfang.
Innerhalb von 10 Jahren entwickelte sich die Veranstaltung zu einem dreitägigen Festival mit internationalen Künstlern und fast 10.000 Zuschauern.
16 Jahre lang fand das Szene Openair im Wiesenrainpark in Lustenau statt, bevor 2006 aus Platzgründen in das bis heute verwendete Gelände nahe dem Grenzübergang Schmitterbrücke umgezogen wurde.
2020 musste die Veranstaltung wegen der Covid-19-Pandemie abgesagt werden.

## Hintergrund
Rund 450 ehrenamtliche Mitarbeiter sind an der Vorbereitung und Durchführung des Openair beteiligt. Das Gesamtbudget für die Veranstaltung beträgt jährlich über 500.000 €. Im Jahre 2013 wurden 21.000 Zuschauer gezählt, das entspricht etwa der Gesamtbevölkerung der Gemeinde Lustenau.
Von den Veranstaltern wird besonderes Augenmerk auf die Umweltverträglichkeit des Festivals gelegt. Von der Gemeinde Lustenau und vom Verkehrsverbund Vorarlberg finanzierte Gratisfahrten mit Bus und Bahn innerhalb Vorarlbergs bewegen die Mehrzahl der Besucher zur Anreise mit öffentlichen Verkehrsmitteln. In der kostenlosen Fahrradlounge werden an den drei Festivaltagen über 2.500 Fahrräder abgestellt. Seit 2009 wird ein eigenes Müllvermeidungskonzept umgesetzt, und seit 2013 soll die Teilnahme an der Kampagne „Love Your Tent“ Camper dazu motivieren, nach Ende des Openair ihr Zelt wieder mitzunehmen.